# Hộp đựng cao cấp

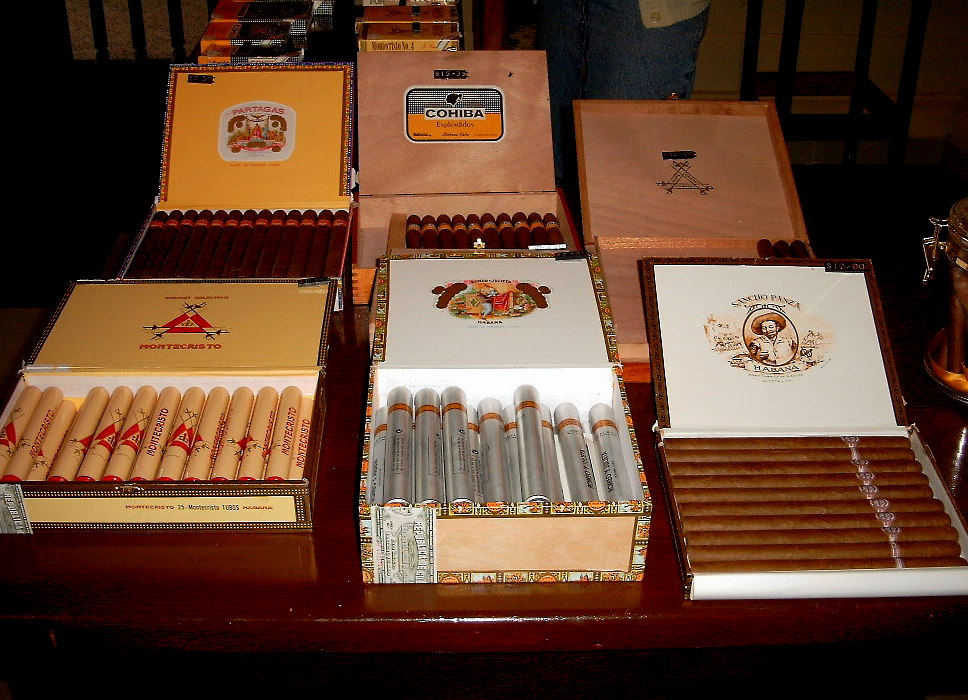
Hộp đựng xì gà Cuba với những dòng sản phẩm cao cấp trứ danh

Hộp đựng cao cấp (Luxury packaging) hay hộp đựng tinh xảo là thiết kế, nghiên cứu, phát triển và sản xuất hộp đựng, bao bì, nhãn hiệu thiết kế, phụ kiện để trưng bày dành riêng cho dòng hàng xa xỉ, thương hiệu sang trọng cao cấp. Bao bì của một dòng sản phẩm xa xỉ là một phần hình ảnh đại diện cho đẳng cấp thương hiệu và nghiên cứu cho thấy người tiêu dùng sẵn sàng chi nhiều tiền hơn cho các sản phẩm nếu bao bì trông hấp dẫn và sang trọng, cầu kỳ, tinh xảo, thẩm mỹ. Ngoài việc làm gia tăng thêm giá trị cho sản phẩm, bao bì sang trọng còn thực hiện nhiều vai trò khác, tự nó sẽ nâng cao hình ảnh thương hiệu và nhận diện thương hiệu, tăng cường sự gắn kết của người tiêu dùng thông qua bao bì đậm chất cá tính, thực hiện chức năng tạo ra sự hấp dẫn, cuốn hút và đa dạng hóa sản phẩm.

## Đại cương

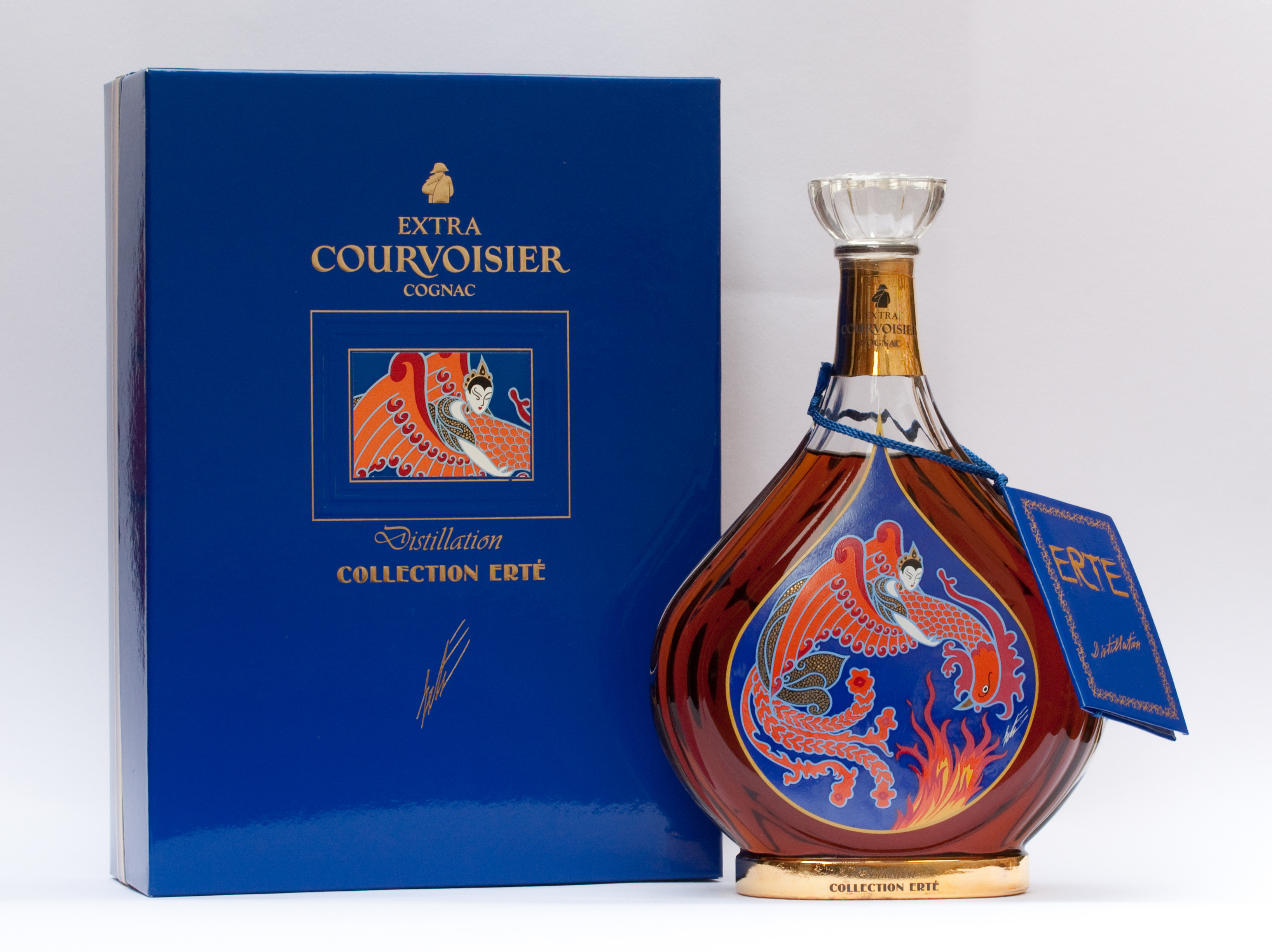
Một hộp đựng rượu ngoại sang trọng

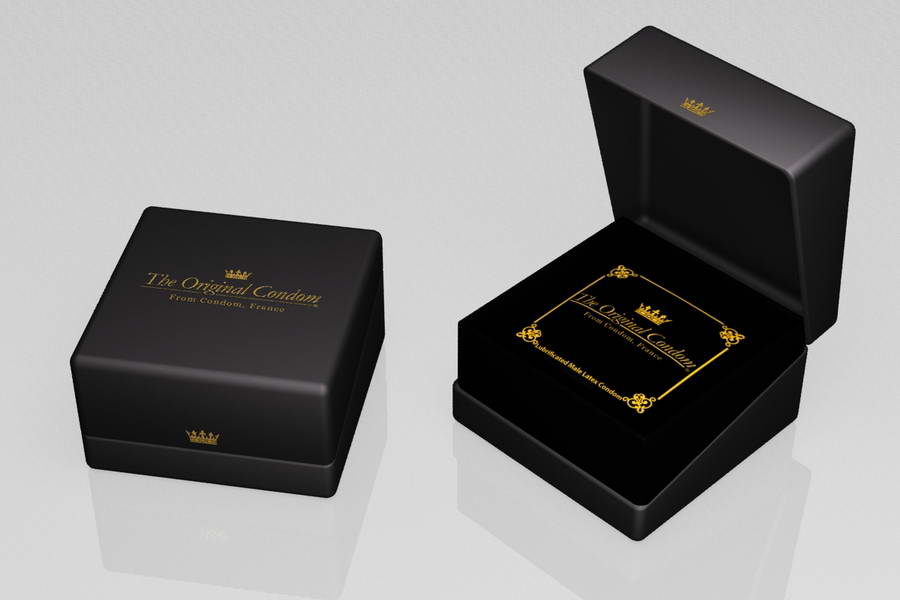
Hộp đựng bao cao su được thiết kế theo phong cách sang trọng

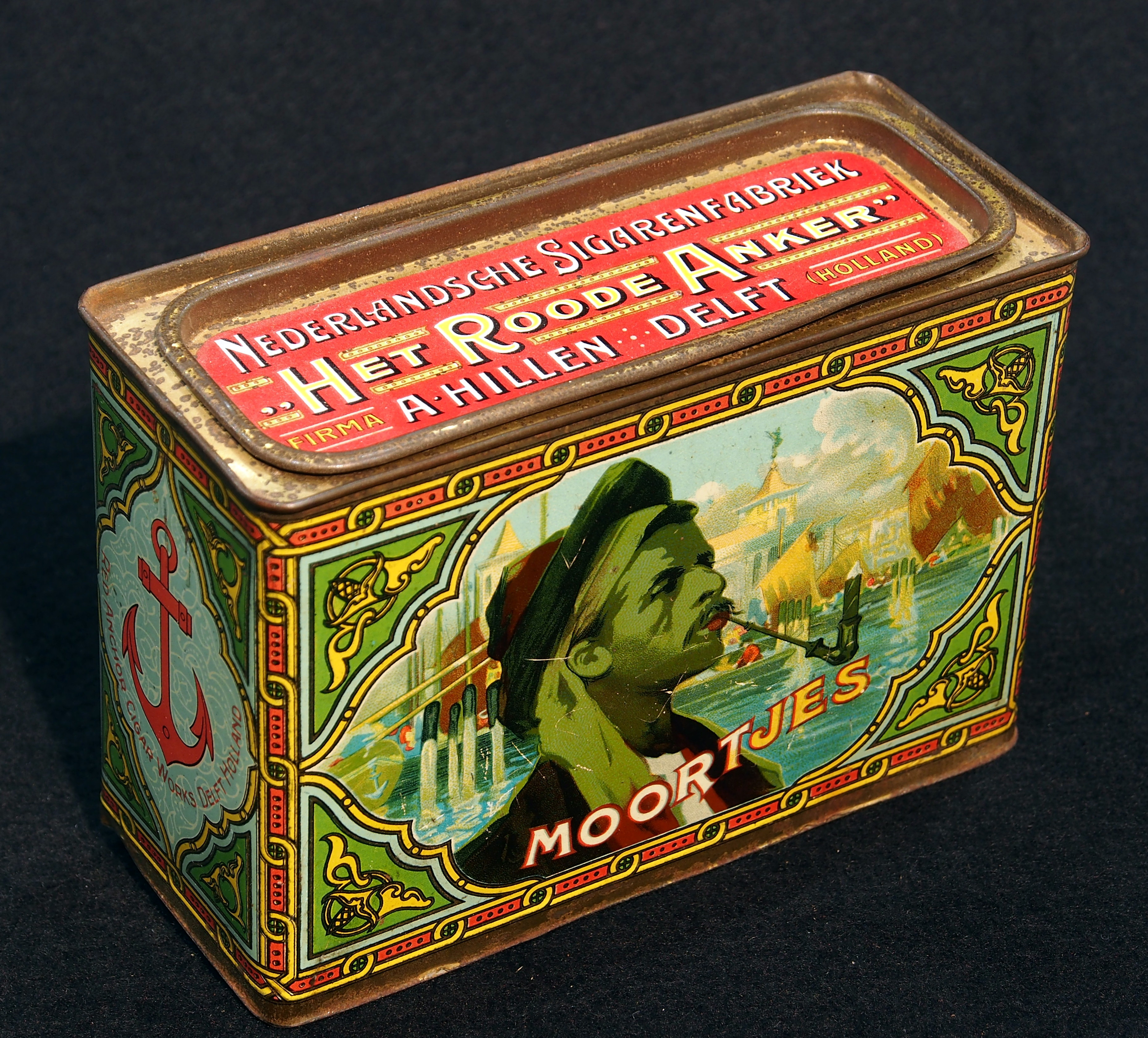
Hộp sắt đựng xì gà được thiết kế thẩm mỹ

Trên bình diện toàn cầu, thị trường bao bì sang trọng, hộp đựng cao cấp tiếp tục tăng trưởng, được thúc đẩy từ các xu hướng toàn cầu về bao bì được cá nhân hóa, chú ý đến tính bền vững của thương hiệu và các động lực kinh tế và nhân khẩu học. Thị trường bao bì xa xỉ, hộp đựng cao cấp được dự báo sẽ tăng trưởng 4,4% đến năm 2019, đạt 17,6 tỷ đô la và mức tiêu thụ sẽ đạt 9,9 tỷ tấn với mức tăng trưởng 3,1%. Thiết kế và phát triển bao bì thường được coi là một phần không thể thiếu của quy trình phát triển sản phẩm mới. Mặt khác, việc phát triển bao bì (hoặc thành phần) có thể là một quy trình riêng biệt nhưng phải liên kết chặt chẽ với sản phẩm cần đóng gói.
Thiết kế bao bì bắt đầu bằng việc xác định tất cả các yêu cầu như thiết kế cấu trúc, thẩm mỹ, nghệ thuật ứng dụng, yêu cầu của công việc tiếp thị, hạn sử dụng, đảm bảo chất lượng, hậu cần, pháp lý, quy định, tiêu chuẩn, thiết kế đồ họa, mục đích sử dụng cuối cùng và vấn đề thân thiện an toàn với môi trường. Các tiêu chí thiết kế, hiệu suất (được chỉ định thông qua quá trình thử nghiệm bao bì), mục tiêu thời gian hoàn thành, nguồn lực và ràng buộc chi phí cần được thiết lập và thống nhất. Các quy trình thiết kế bao bì thường sử dụng tạo mẫu nhanh, thiết kế hỗ trợ máy tính, sản xuất hỗ trợ máy tính và tự động hóa tài liệu. Các sản phẩm có giá trị cao thường dễ bị đạo nhái thương hiệu. Bao bì an toàn có thể là một cân nhắc quan trọng để giúp giảm tình trạng đạo nhái bao bì. Các công nghệ xác thực có thể được sử dụng để giúp xác minh rằng sản phẩm xa xỉ đắt tiền không nằm trong số nhiều hàng tiêu dùng giả.
Các giải pháp an toàn liên quan đến tất cả các giai đoạn của quá trình sản xuất sản phẩm, bao bì, phân phối, hậu cần, bán hàng và sử dụng. Không có giải pháp đơn lẻ nào được coi là "chống đạo nhái". Thông thường, các kỹ sư đóng gói, kỹ sư hậu cần và chuyên gia an toàn đã giải quyết nhiều cấp độ an toàn để giảm nguy cơ đạo nhái. Một số nhà thiết kế xem xét chín bước để tạo ra thiết kế đồ họa của bao bì, hộp đựng sang trọng, bắt đầu bằng việc gặp gỡ khách hàng để hiểu sâu hơn về sản phẩm mục tiêu. Bước tiếp theo là phát triển các bản phác thảo đầu tiên, sau đó là phát triển bố cục ban đầu của bao bì. Bước thứ tư bao gồm việc tinh chỉnh ý tưởng. Bước thứ năm bao gồm chữ kiểu và kiểu chữ. Bước thứ sáu bao gồm pháp lý và luật về kích thước thông tin bắt buộc phải được in lên bao bì. Bước thứ bảy bao gồm các điều chỉnh cuối cùng với bước thứ tám là chọn điểm nhấn của bao bì. Bước cuối cùng bao gồm thiết kế các phụ kiện phù hợp như hộp hoặc túi đựng, túi xách để bổ sung cho bao bì chính.